# NXT TakeOver: Chicago
NXT TakeOver: Chicago war eine Wrestling-Veranstaltung von WWE NXT, die auf dem WWE Network ausgestrahlt wurde. Sie fand am 20. Mai 2017 in der Allstate Arena in Rosemont, Illinois, Vereinigte Staaten statt. Es war die 16. Austragung einer NXT-Großveranstaltung unter dem Namen NXT TakeOver seit Februar 2014. Zum ersten Mal überhaupt fand eine davon in Illinois und damit auch in Rosemont und der Allstate Arena statt.

## Hintergrund
Im Vorfeld der Veranstaltung wurden fünf Matches angesetzt. Diese resultierten aus den Storylines, die in den Wochen vor NXT TakeOver: Chicago bei NXT, der wöchentlich auf dem WWE Network ausgestrahlten Entwicklungs-Liga der WWE, gezeigt wurden. Als Hauptkampf wurde ein Tag-Team-Ladder-Match um die NXT Tag Team Championship zwischen den Titelträgern The Authors of Pain (Akam und Rezar) und ihren Herausforderern #DIY (Johnny Gargano und Tommaso Ciampa) angesetzt. Die beiden Teams trafen zuvor bereits bei NXT TakeOver: San Antonio am 28. Januar 2017, als #DIY die Titel an The Authors of Pain abgeben mussten, sowie bei NXT TakeOver: Orlando am 1. April 2017 in einem Triple-Threat-Elimination-Tag-Team-Match, in dem auch The Revival (Dash Wilder und Scott Dawson) beteiligt waren, aufeinander.

## Ergebnisse
| Matchart                                               |                                        |      |                                        | Zeit |
| ------------------------------------------------------ | -------------------------------------- | ---- | -------------------------------------- | ---- |
| Singles-Match                                          | Roderick Strong                        | bes. | Eric Young                             |      |
| Singles-Match um die WWE United Kingdom Championship   | Pete Dunne                             | bes. | Tyler Bate (C)                         |      |
| Triple-Threat-Match um die NXT Women’s Championship    | Asuka (C)                              | bes. | Ruby Riot und Nikki Cross              |      |
| Singles-Match um die NXT Championship                  | Bobby Roode (C)                        | bes. | Kenta Kobayashi                        |      |
| Tag-Team-Ladder-Match um die NXT Tag Team Championship | The Authors of Pain (Akam & Rezar) (C) | bes. | #DIY (Johnny Gargano & Tommaso Ciampa) |      |